# Tynwald
Tynwald (Thingvöller, manx Tinvaal) – dwuizbowy parlament wyspy Man, działający od czasów średniowiecza. Składa się z Izby Kluczy oraz Rady Legislacyjnej, pełniącej rolę izby wyższej. Na przestrzeni wieków zmieniały się jego kompetencje i zasady funkcjonowania. Przez kilkaset lat członkowie Tynwaldu nie byli wyłaniani na drodze wyborów, ale przez nominację. Od lat 60. XIX wieku niższa izba parlamentu pochodzi z wyborów, w których od 1919 roku mogą brać udział wszyscy dorośli mieszkańcy wyspy. 

## Historia

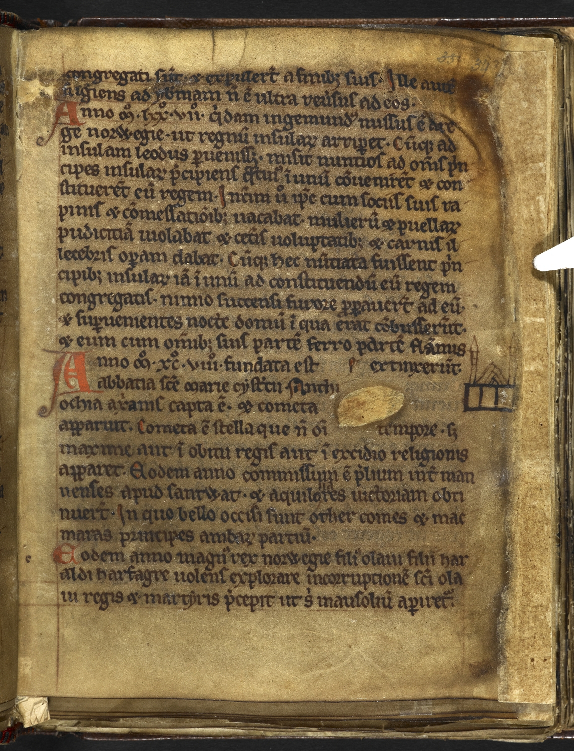
Strona z Kroniki królestwa Mann i Wysp (XIII-XIV wiek)

### Początki
Parlament na wyspie Man wywodzi się ze zgromadzeń, które funkcjonowały w dawnych społeczeństwach nordyckich. Nazwa Thingvöller jest pochodzenia nordyckiego (por. Þingvellir) i oznacza „pole parlamentarne”. Do dziś słowo „Tynwald" oznacza zarówno instytucję parlamentu, jak historyczne miejsce jego obrad – wzgórze Tynwald w miejscowości St. John's. Nie wiadomo natomiast, jakie jest źródło nazwy niższej izby parlamentu, Izby Kluczy (House of Keys), choć istnieją różne hipotezy na ten temat. Na nordyckie korzenie Tynwaldu wskazuje także tradycyjny termin jego obrad, związany ze świętem przesilenia letniego (Midsommar). Święto to obchodzono 24 czerwca, a obecnie uroczyste obrady parlamentu na Man odbywają się 5 lipca – 11-dniowa różnica jest spowodowana reformą kalendarza w 1752 r., do której ówczesny Tynwald nie dostosował terminu najważniejszego zgromadzenia w roku. 
Spotyka się pogląd, że Tynwald działa od 979 roku, nie ma na to jednak żadnych dowodów. Rok 1979 został wybrany przez miejscowe władze jako rok tysiąclecia parlamentu, ale wybór ten nie był poparty źródłami historycznymi. W rzeczywistości nie jest jasne, kiedy rozpoczęła się historia parlamentaryzmu na wyspie Man, na pewno jednak nie później niż w pierwszej połowie XIII wieku. Nazwa „Tynwald" po raz pierwszy pojawia się w miejscowej Kronice królestwa Mann i Wysp z XIII lub XIV wieku. Opisuje ona bitwę stoczoną w tym miejscu w 1228 roku oraz zgromadzenie z roku 1237, zakończone starciem między zwaśnionymi klanami, w którym zginęły co najmniej dwie osoby. Natomiast pierwsze spisane prawo uchwalone przez Tynwald pochodzi z 1417 roku; jest to zapis procedury obrad zgromadzenia. Procedura owa była starsza, jednak w dawniejszych czasach jej zasady przekazywano ustnie. Akt z 1417 roku stwierdza, że obowiązywały one już w czasach „króla Orry'ego", utożsamianego z XI-wiecznym władcą Godredem Crovanem, co prawdopodobnie oznaczało po prostu, że procedurę obrad uważano w początkach XV wieku za bardzo starą. 

### Od XV wieku do czasów współczesnych

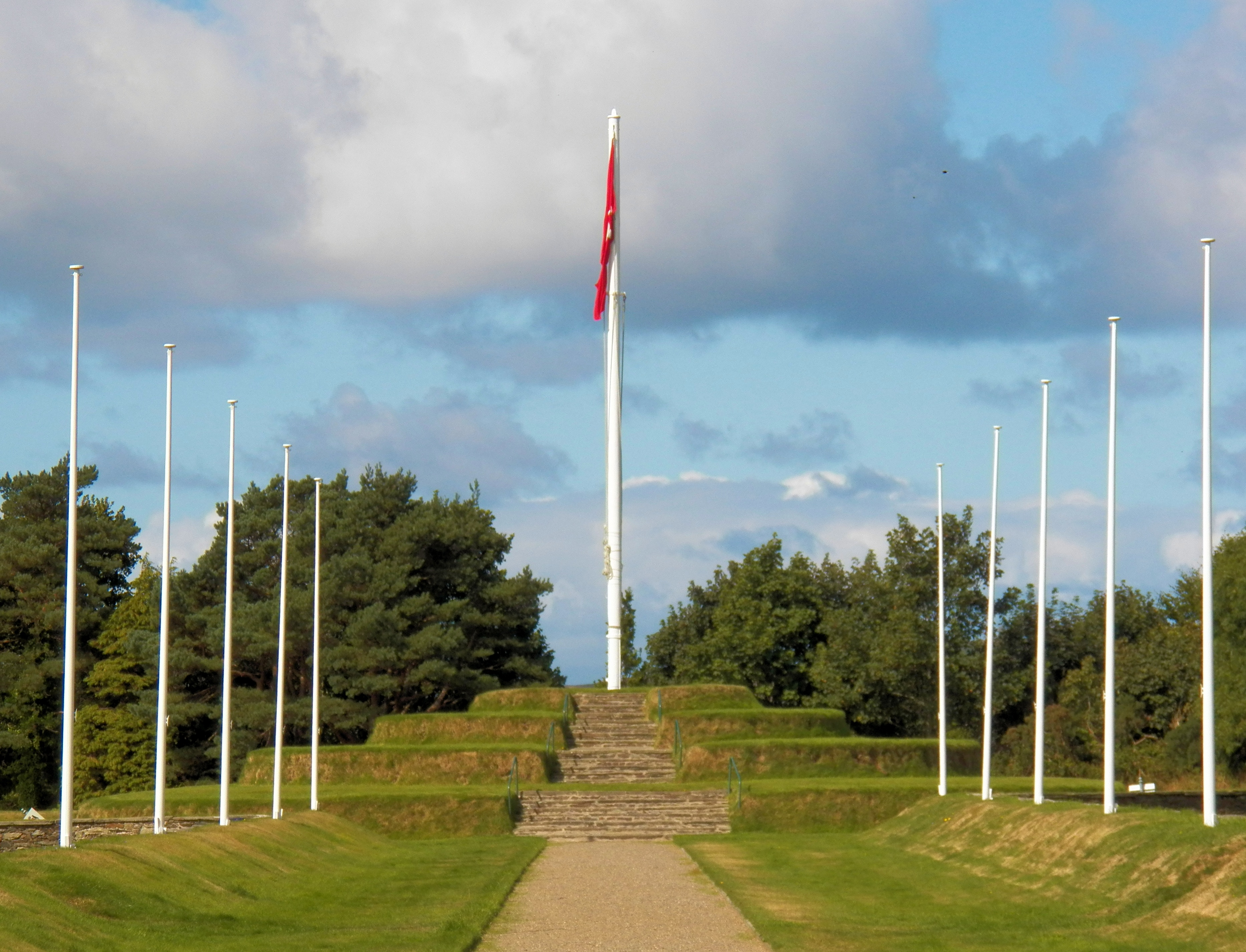
Wzgórze Tynwald, historyczne miejsce obrad, obecnie pełniące tę funkcję raz do roku

Według przekazu z 1417, w obradach brali udział król wyspy, baronowie, dwóch deemsters, czyli znawców i interpretatorów tradycyjnego prawa, a także bliżej nieokreślona liczba „najlepszych ludzi z całego kraju". Grupa ta przekształciła się w późniejszych czasach w niższą izbę parlamentu – Izbę Kluczy. Rolą zgromadzenia w tych czasach było raczej sprawowanie władzy wykonawczej i sądowniczej, niż uchwalanie praw. Ciałem stricte ustawodawczym Tynwald stał się dopiero w 1882 roku, gdy Izba Kluczy utraciła uprawnienia sądownicze. 
Początkowo członkowie Izby Kluczy byli wybierani przez swoje klany, później (od XV-XVI wieku) nominował ich gubernator wyspy, w późniejszych czasach natomiast sami wybierali kolejnego parlamentarzystę, gdy pojawiał się wakat. Dopiero w 1866 roku przeprowadzono reformę wyborczą, a rok później odbyły się pierwsze demokratyczne wybory. Mogli w nich uczestniczyć wyłącznie mężczyźni posiadający ziemię na wyspie. W 1881 roku cenzus majątkowy został obniżony, przy czym do głosowania dopuszczono także niektóre kobiety (stare panny i wdowy, posiadające odpowiedni majątek). Natomiast w 1919 roku bierne i czynne prawo wyborcze do Izby Kluczy rozszerzono na wszystkich dorosłych mieszkańców wyspy, niezależnie od płci. W 1961 roku kobiety uzyskały prawo kandydowania do wyższej izby Tynwaldu – Rady Legislacyjnej. 
Kompetencje miejscowego parlamentu zmniejszyły się po wykupieniu wyspy Man przez Koronę brytyjską w 1765 roku, gdyż kontrola nad finansami wyspy przeszła w ręce parlamentu w Londynie. Tynwald odzyskał tę prerogatywę dopiero w 1958 roku, po niemal 200 latach. Natomiast w 1961 roku doszło do istotnej zmiany układu sił wewnątrz zgromadzenia, gdyż Rada Legislacyjna utraciła tradycyjne prawo weta wobec decyzji Izby Kluczy.  

## Skład i zasady działania

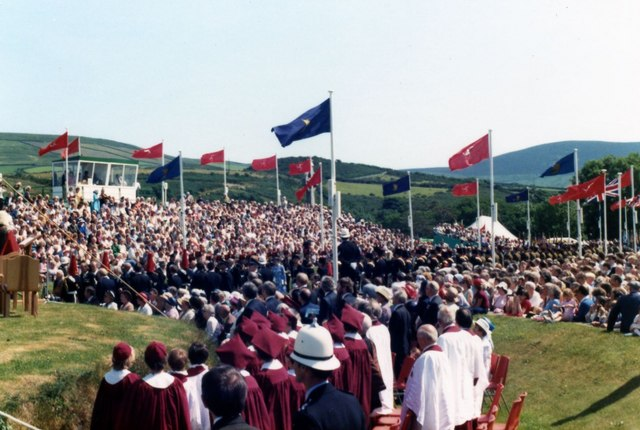
Dzień Tynwaldu w 1983 roku

Tynwald składa się z dwóch izb: niższej – Izby Kluczy (House of Keys), oraz wyższej – Rady Legislacyjnej (Legislative Council). Obie izby niekiedy obradują wspólnie, tworząc wówczas zgromadzenie znane jako Tynwald Court, czasem traktowane jako trzecia izba parlamentu. Izba Kluczy jest wybierana w wyborach powszechnych i liczy 24 członków. Rada Legislacyjna natomiast składa się z 11 osób. Ośmiu jej członków wybiera Izba Kluczy, a trzech pozostałych wchodzi w skład Rady z urzędu: są to biskup Man, gubernator oraz prokurator generalny. Kadencja Izby Kluczy oraz wybieranych członków Rady Legislacyjnej trwa 5 lat. 
Procedura legislacyjna może rozpocząć się zarówno w Izbie Kluczy, jak w Radzie Legislacyjnej, zwykle jednak ustawa jest najpierw procedowana przez Izbę Kluczy. Aby zostać przyjęta, musi w niej przejść trzy czytania. Po drugim z nich następuje głosowanie, a jeśli izba przegłosuje kontynuację prac, parlamentarzyści przechodzą do etapu wnoszenia poprawek. Po nim następuje trzecie czytanie i ostateczne głosowanie nad ustawą. Jeśli zostanie przyjęta większością głosów, trafia do Rady Legislacyjnej, gdzie przechodzi podobną procedurę trzech czytań. W przypadku, jeśli Rada wprowadzi swoje poprawki do ustawy, wraca ona do niższej izby. Jeżeli poprawki Rady nie znajdą poparcia w Izbie Kluczy, obie izby starają się osiągnąć kompromis. Jeśli to się nie uda, Izba Kluczy może przegłosować nowe prawo nawet bez aprobaty Rady Legislacyjnej. Przyjęta w ten sposób przez Tynwald ustawa trafia do zatwierdzenia przez suwerena wyspy, czyli monarchę Wielkiej Brytanii. 
Raz w roku, 5 lipca, obchodzony jest uroczysty dzień Tynwaldu, w którym obie izby obradują wspólnie na świeżym powietrzu, w historycznym miejscu obrad w miejscowości St. John's. Wówczas ogłaszane są ustawy przyjęte w minionym roku przez parlament i zatwierdzone przez króla brytyjskiego. Ustawy są odczytywane w dwóch językach: angielskim i manx. 